# Comuna Proseane, Markivka
Proseane (în ucraineană Просяне) este o comună în raionul Markivka, regiunea Luhansk, Ucraina, formată din satele Lîmarivka, Proseane (reședința) și Rozsohuvate.

## Demografie
Componența lingvistică a comunei Proseane
     Ucraineană (94,81%)
     Rusă (4,87%)
     Alte limbi (0,11%)
Conform recensământului din 2001, majoritatea populației comunei Proseane era vorbitoare de ucraineană (94,81%), existând în minoritate și vorbitori de rusă (4,87%).